# Las siamesas
Las siamesas és una pel·lícula de l'Argentina filmada en colors dirigida per Paula Hernández segons el seu propi guió escrit en col·laboració amb Leonel D'Agostino sobre el conte homònim de Guillermo Saccomano que es va estrenar el 24 de novembre de 2020 i que va tenir com a actors principals a Rita Cortese, Valeria Lois i Sergio Prina.

## Sinopsi
Mare i filla viuen soles a la ciutat de Junín i han de viatjar en micro fins a una localitat de la costa atlàntica per a veure uns departaments heretats. La pel·lícula narra el viatge d'aquests dos personatges, la relació simbiòtica dels quals, difícil, es reflecteixen en els diàlegs que mantenen entre si i amb un dels xofers.

## Repartiment
Van participar del film els següents intèrprets:
- Rita Cortese...Clota
- Valeria Lois...Stella
- Sergio Prina...Primo
- Sebastián Arzeno
- Edgardo Castro

## Comentaris
Leonardo D'Espósito a la revista Noticias va escriure:
| « | ””Aquesta història d'una mare i una filla en relació simbiòtica a qui el destí les imposa la possibilitat d'establir una necessària separació, se sustenta en tres virtuts: els treballs de Valeria Lois i Rita Cortese i la direcció d'Hernández, que busseja en la relació dels personatges amb plans a vegades claustrofòbics, tan protectors com temibles, sense deixar de costat l'humor. És molt interessant l'exploració de la relació mare-filla a partir dels plans on cadascuna està sola. Sembla contradictori en principi però qualla amb la tensió del film.” | » |

Diego Brodersen a Página/12 va opinar:
| « | ”… un film de càmera intencionalment asfixiant, amb un deix teatral que no sembla inconscient. …La història introdueix intel·ligentment a un personatge desdibuixat en el conte original, el xofer sempre somrient…vàlvula de fuita d'una Stella que sembla a punt d'explotar. O, per contra, d'implotar, els seus plans a futur ancorats en un desig d'independència que no és senzill portar a la pràctica…. La cambra i l'edició, en tant, elaboren plans amb lleugers desequilibris i treballen la idea de la simetria, ja sigui en enquadraments generals o mitjançant el pla-contraplà. Les dues dones són una única imatge enfront del mirall, un fantasma que no vol veure's. Però també les dues meitats d'un ens que pugna, sense èxit, per dividir-se.” | » |

## Premi
Festival Internacional de Cinema de Mar del Plata 2020
- Paula Hernández guanyadora del premi FLOW[3]

XXXVI Premis Goya
- Nominada al Goya a la millor pel·lícula estrangera de parla hispana[4]

Premis Cóndor de Plata
| Any  | Categoria                  | Receptor        | Resultat   |
| ---- | -------------------------- | --------------- | ---------- |
| 2021 | Millor actriu protagonista | Valeria Lois    | Guanyadora |
| 2021 | Millor director            | Paula Hernández | Guanyadora |